# Kto-nibud videl moju devtjonku?
Kto-nibud videl moju devtjonku? (russisk: Кто-нибудь видел мою девчонку?) er en russisk spillefilm fra 2021 af Angelina Nikonova.